# Campeonato Mundial de Patinaje de Velocidad sobre Hielo en Distancia Individual de 1997
El II Campeonato Mundial de Patinaje de Velocidad sobre Hielo en Distancia Individual se celebró en Varsovia (Polonia) entre el 7 y el 9 de marzo de 1997 bajo la organización de la Unión Internacional de Patinaje sobre Hielo (ISU) y la Asociación Polaca de Patinaje de Velocidad sobre Hielo.
Las competiciones se realizaron en el Tor Stegny de la capital polaca. 

## Medallistas

### Masculino
| Evento   | Oro                                    | Plata                                   | Bronce                                  |
| -------- | -------------------------------------- | --------------------------------------- | --------------------------------------- |
| 500 m    | Manabu Horii Japón 73,55 s             | Roger Strøm · Noruega · 73,58 s         | Hiroyasu Shimizu Japón 73,97 s          |
| 1000 m   | Ådne Søndrål · Noruega · 1:14,40       | Jan Bos · Países Bajos · 1:14,81        | Martin Hersman · Países Bajos · 1:15,07 |
| 1500 m   | Rintje Ritsma · Países Bajos · 1:53,58 | Ådne Søndrål · Noruega · 1:55,16        | Neal Marshall · Canadá · 1:55,65        |
| 5000 m   | Rintje Ritsma · Países Bajos · 7:02,34 | Gianni Romme · Países Bajos · 7:03,24   | Frank Dittrich · Alemania · 7:12,12     |
| 10 000 m | Gianni Romme · Países Bajos · 14:18,75 | Rintje Ritsma · Países Bajos · 14:30,60 | Bob de Jong · Países Bajos · 14:33,88   |

### Femenino
| Evento | Oro                                      | Plata                                   | Bronce                                   |
| ------ | ---------------------------------------- | --------------------------------------- | ---------------------------------------- |
| 500 m  | Xue Ruihong China 81,06 s                | Sabine Völker · Alemania · 81,33 s      | Franziska Schenk · Alemania · 81,91 s    |
| 1000 m | Marianne Timmer · Países Bajos · 1:21,31 | Sandra Zwolle · Países Bajos · 1:21,92  | Franziska Schenk · Alemania · 1:22,10    |
| 1500 m | Gunda Niemann · Alemania · 2:04,43       | Anni Friesinger · Alemania · 2:06,18    | Marianne Timmer · Países Bajos · 2:07,54 |
| 3000 m | Gunda Niemann · Alemania · 4:20,34       | Anni Friesinger · Alemania · 4:24,18    | Carla Zijlstra · Países Bajos · 4:28,46  |
| 5000 m | Gunda Niemann · Alemania · 7:19,85       | Carla Zijlstra · Países Bajos · 7:25,80 | Claudia Pechstein · Alemania · 7:30,84   |

## Medallero
| Núm. | País         | Oro | Plata | Bronce | Total |
| ---- | ------------ | --- | ----- | ------ | ----- |
| 1    | Países Bajos | 4   | 5     | 4      | 13    |
| 2    | Alemania     | 3   | 3     | 4      | 10    |
| 3    | Noruega      | 1   | 2     | 0      | 3     |
| 4    | Japón        | 1   | 0     | 1      | 2     |
| 5    | China        | 1   | 0     | 0      | 1     |
| 6    | Canadá       | 0   | 0     | 1      | 1     |
|      | TOTAL        | 10  | 10    | 10     | 30    |